# Irans högste ledare
Irans högste ledare (persiska: رهبر معظم ایران/Rahbar-e Moazam-e Irân) är landets högste andlige ledare och dess statschef.
Ali Khamenei har haft den posten sedan 1989 och är den andre ledaren som Iran har haft sedan den Iranska revolutionen 1979.

## Roll
Högste ledaren har en helt central roll i Irans statsskick och utfärdar bindande riktlinjer för den Islamiska Republikens politik.
Bland befogenheterna så utser högste ledaren ledamöterna i väktarrådet, chefen för rättsväsendet, chefen för radio och TV samt medlarrådet som medlar vid meningsskillnaderna mellan parlamentet och väktarrådet.
Parlamentet har beskrivits som i praktiken en namnstämpel som är styrt av den högste ledaren.
Kandidater till posten som Irans president måste godkännas av högste ledaren innan någon kan bli valbar. Presidenten är regeringschef och det näst högsta ämbetet i Iran, men ytterst är det högste ledaren som har det sista ordet.
Högste ledaren är högste befälhavare för Irans väpnade styrkor (inklusive Islamiska revolutionsgardet) och dess milis.
Högste ledaren har rätten att delegera sina konstitutionella befogenheter. Ledaren har över 2 000 delegater som finns utspridda i hela det iranska samhällsmaskineriet.

## Val
Högste ledaren tillsätts av expertrådet och måste vara en troslärd Shiamuslim samt Seyyed, enligt Ruhollah Khomeinis doktrin om Velayate Faqih. Enligt artikel 111 i konstitution kan expertrådet avsätta den högste ledaren om denne inte uppfyller förväntningarna som fastslås i artiklarna 5 och 109.

## Se även

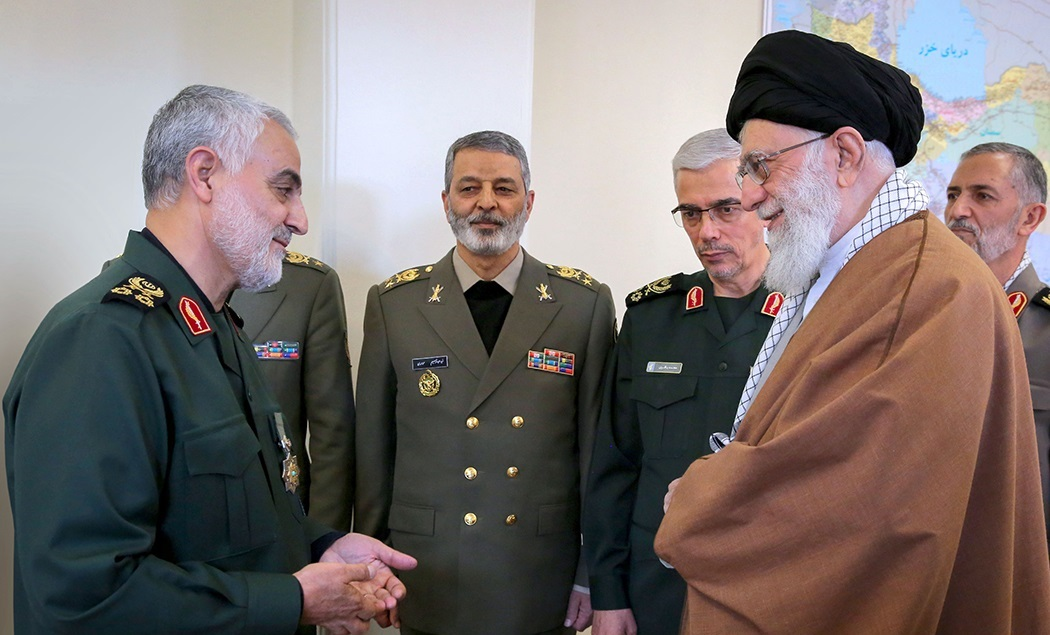
Qasem Soleimani erhöll utmärkelse från högste ledaren Ali Khamenei, 11 mars 2019.

## Lista över Irans högsta ledare
| Nr | Porträtt | Namn                          | Från            | Till        | Anmärkning                                                            | Not   |
| -- | -------- | ----------------------------- | --------------- | ----------- | --------------------------------------------------------------------- | ----- |
| 1  |          | Ruhollah Khomeini (1900–1989) | 3 december 1979 | 3 juni 1989 | Titeln var Revolutionens ledare från 5 februari till 3 december 1979. |       |
| 2  |          | Ali Khamenei (född 1939)      | 4 juni 1989     | sittande    |                                                                       | [ 9 ] |